# Leucocroton flavicans
Leucocroton flavicans är en törelväxtart som beskrevs av Johannes Müller Argoviensis. Leucocroton flavicans ingår i släktet Leucocroton och familjen törelväxter. Inga underarter finns listade i Catalogue of Life.